# Plumularia gracilis
Plumularia gracilis är en nässeldjursart som först beskrevs av John Fraser 1948.  Plumularia gracilis ingår i släktet Plumularia och familjen Plumulariidae. Inga underarter finns listade i Catalogue of Life.